# Emilio Hellín Moro
Emilio Hellín Moro (Torre de Miguel Sesmero, Badajoz, 8 d'abril de 1947) és un enginyer electrònic espanyol, conegut per ser un assassí convicte que ha treballat com a assessor de les forces de seguretat i cossos de policia d'Espanya i Paraguai.

## Trajectòria
Fou membre del partit polític d'ultradretà Fuerza Nueva quan va ser condemnat a 43 anys de presó, juntament amb altres cinc individus pertanyents al «Grup 41» del Batalló Basc Espanyol, pel segrest i l'autoria material de l'assassinat, l'1 de febrer de 1980, de Yolanda González Martín, militant del Partit Socialista dels Treballadors a la qual els seus assassins van vincular, per ser basca i d'esquerres, a l'organització armada ETA. Aquest crim, esdevingut durant un període de tensions polítiques en els primers anys després de l'inici de la Transició espanyola, va causar gran commoció al territori.
Als 7 anys de presó va gaudir d'un permís penitenciari, molt controvertit, que va aprofitar per escapar-se al Paraguai, amb documentació legal i amb tota la seva família. Allí va rebre protecció del règim militar d'Alfredo Stroessner, pel qual va treballar en l'adequació del seu sistema policial a les noves tecnologies de llavors, fins que el seu parador va ser descobert per la revista Interviú. Detingut per la Interpol al juliol de 1989, va ser lliurat a Espanya al setembre de 1990. El 1996, després de sortir de presó, va canviar el seu nom i va publicar un perfil professional com a «Luis Enrique Helling» i, com va desvetllar una recerca periodística del diari El País, va treballar com a assessor per a les forces i cossos de seguretat de l'Estat, participant en recerques criminals i impartint cursos en tècniques forenses d'espionatge i rastreig informàtic fins a 2011. Després d'aquestes revelacions, diversos grups parlamentaris van presentar una proposició no de llei perquè el Ministeri de l'Interior d'Espanya investigués l'establiment de la relació professional d'Hellín amb les forces i cossos de policia.
El 9 de novembre de 2022, la fiscalia del Tribunal Superior de Justícia de Catalunya va sol·licitar la seva expulsió com a pèrit de la causa judicial contra la presidenta de Junts per Catalunya, Laura Borràs, expressant que «qui ha transgredit la llei i el dret d'aquesta manera no pot ser considerat com a cooperador vàlid en cap acte o efecte de la justícia». L'advocat de la defensa, Gonzalo Boye, va comunicar públicament que va ser ell el responsable de la contractació del peritatge, que Borràs no en tenia cap coneixement i que la petició de la fiscalia mancava de fonament legal suficient. Dos dies després, en un comunicat emès per xarxes socials, familiars de Yolanda González van mostrar el seu «sentiment d'indignació» després de conèixer que, «un cop més, la defensa d'una personalitat política imputada en un cas de corrupció recorre a Hellín per refutar proves aportades per l'acusació», i van recordar que Hellín «forma part del passat obscur de la guerra bruta de l'Estat» i era el «cap d'un comando terrorista».